# Eudontomyzon
Eudontomyzon – rodzaj minogów (Petromyzontiformes) z rodziny minogowatych (Petromyzontidae).

## Klasyfikacja
Gatunki zaliczane do tego rodzaju:
- Eudontomyzon danfordi – minóg karpacki[3]
- Eudontomyzon mariae – minóg ukraiński[4]
- Eudontomyzon morii
- Eudontomyzon stankokaramani
- Eudontomyzon vladykovi – minóg Władykowa[5]

Gatunkiem typowym rodzaju jest Eudontomyzon danfordi.

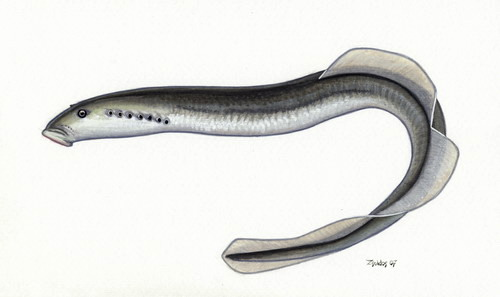
Eudontomyzon danfordi

Gatunek wymarły
W literaturze opisano jeszcze jeden gatunek z Dniepru, Dniestru i Donu, uważany za wymarły – Eudontomyzon sp. nov. 'migratory'.